# Скрадин
Скрадин (или Scardona) је градић у Далмацији, у Шибенско-книнској жупанији, Република Хрватска.

## Географија
Налази се на десној обали ријеке Крке. Удаљен је око 18 км сјеверно од Шибеника. У близини Скрадина пролази ауто-пут Загреб–Сплит.

## Историја
То је 1838. године варошица на десној обали реке Крке, северно од Шибеника, у којој живи 1071 житељ.
Године 1864. мештанин Теодор Шљивар је даровао српској православној цркви у Скрадину, своју кућу вредну 7.000 ф.
Скрадин се до територијалне реорганизације у Хрватској налазио у саставу некадашње велике општине Шибеник.

## Култура
У Скрадину је сједиште истоимене парохије Српске православне цркве. Парохија Скрадин припада Архијерејском намјесништву шибенском у саставу Епархије далматинске. У Скрадину се налази храм Српске православне цркве Св. Спиридон, саграђен 1876. године, оштећен у рату 1991–1995. године, као и црква Св. Петке, која се налази на гробљу у Скрадину, саграђена тридесетих година 20. вијека. 
Парохију чине Скрадин, Братишковци и Чиста Мала.
У Скрадину су и две римокатоличке цркве: Порођења Блажене Дјевице Марије из 1757. године, као и стара црква Св. Јеронима из XVI века.

## Становништво
На попису становништва 2011. године, град Скрадин је имао 3.825 становника, од чега у самом Скрадину 588.
У граду Скрадину и околним селима која припадају граду, према попису становништва из 2001. године, живи 3.986 становника. У самом граду Скрадину, према попису из 2001. живи 619 становника. Према попису из 1991. године, сам Скрадин је имао 726 становника, 576 Хрвата, 130 Срба, 4 Југословена и 16 осталих. Срби су чинили већину становништва у Брибиру, Братишковцима, Цицварама, Горицама, Грачацу, Међарима, Пластову, Скрадинском Пољу, Сонковићу, Великој Глави, Жажвићу и Ждрапњу.

### Попис 1991.
На попису становништва 1991. године, насељено место Скрадин је имало 726 становника, следећег националног састава:
| Попис 1991.‍  | Попис 1991.‍  | Попис 1991.‍ | Попис 1991.‍ | Попис 1991.‍ |
| ------------ | ------------ | ----------- | ----------- | ----------- |
|              |              |             |             |             |
| Хрвати       | Хрвати       |             | 576         | 79,33%      |
| Срби         | Срби         |             | 130         | 17,90%      |
| Албанци      | Албанци      |             | 7           | 0,96%       |
| Југословени  | Југословени  |             | 4           | 0,55%       |
| Италијани    | Италијани    |             | 1           | 0,13%       |
| Македонци    | Македонци    |             | 1           | 0,13%       |
| Словенци     | Словенци     |             | 1           | 0,13%       |
| неопредељени | неопредељени |             | 6           | 0,82%       |
| укупно: 726  |              |             |             |             |

### Попис 2011.
На попису становништва 2011. године, Град Скрадин је имао 3.825 становника, следећег националног састава:
| Попис 2011.‍   | Попис 2011.‍ | Попис 2011.‍ | Попис 2011.‍ | Попис 2011.‍ |
| ------------- | ----------- | ----------- | ----------- | ----------- |
|               |             |             |             |             |
| Хрвати        | Хрвати      |             | 3.031       | 79,24%      |
| Срби          | Срби        |             | 679         | 17,75%      |
| остали        | остали      |             | 115         | 3,01%       |
| укупно: 3.825 |             |             |             |             |

## Насељена мјеста
Насељена мјеста у Граду Скрадину су:
| - Бићине - Братишковци - Брибир - Ваћани - Велика Глава - Горице - Грачац | - Дубравице - Жажвић - Ждрапањ - Ићево - Крковић - Лађевци - Међаре | - Пираматовци - Пластово - Рупе - Скрадин - Скрадинско Поље - Сонковић - Цицваре |